# Orzeł przedni
Orzeł przedni, zys (Aquila chrysaetos) – gatunek dużego ptaka szponiastego z rodziny jastrzębiowatych (Accipitridae), zamieszkujący północną Afrykę, Azję, Amerykę Północną oraz Europę.
To jeden z najbardziej majestatycznych gatunków szponiastych. Upierzenie u osobników dorosłych całkowicie brązowe. Dziób żółty, czarno zakończony. Samice są większe od samców.
To najsilniejszy europejski orzeł. Poluje głównie na małej i średniej wielkości ssaki i ptaki, żywi się także padliną. Lokalnie wyspecjalizowany w polowaniu na konkretne ofiary. Pomimo mniejszych rozmiarów, w walce zwykle pokonuje większego od siebie bielika zwyczajnego.
Gniazduje na niedostępnych półkach skalnych w górach oraz na drzewach na nizinach. W Polsce wokół takich miejsc należy wyznaczać strefę ochronną, ponieważ niepokojenie podczas lęgów stanowi poważne zagrożenie dla tego gatunku. Zazwyczaj przeżywa tylko jedno, starsze pisklę.
W locie osiąga prędkość do 160 km/h, choć zwykle lata z prędkością znacznie mniejszą, średnio 48 km/h. W nurkowaniu z dużej wysokości osiąga prędkość do 320 km/h.

## Etymologia
Łacińska nazwa rodzajowa Aquila oznacza po prostu orła. Z kolei drugi człon nazwy – chrysaetos – pochodzi z języka greckiego, od słów chrysos – złoto, oraz aietos – orzeł i oznacza „złotego orła”. Odnosi się ona natomiast do złotawego odcienia upierzenia orła przedniego z tyłu głowy i szyi. Do tego koloru nawiązują też inne języki – m.in. język angielski.

## Systematyka
Gatunek z gromady ptaków opisany po raz pierwszy przez szwedzkiego przyrodnika, Karola Linneusza, w jego wielotomowym dziele pt. Systema Naturae, w 1758 roku. Nadano mu wtedy nazwę Falco chrysäetos i zaliczono do rodziny sokołowatych. Obecnie zalicza się go do rodzaju Aquila, podrodziny jastrzębi, rodziny jastrzębiowatych, rzędu szponiastych oraz infragromady neognatycznych.

### Podgatunki
Wyróżnia się sześć podgatunków orła przedniego, różniących się nieco wielkością i odcieniami upierzenia, które zamieszkują:
- Aquila chrysaetos chrysaetos – Europa poza Islandią, Wyspami Brytyjskimi, Wyspami Owczymi, Danią, Beneluksem oraz Półwyspem Iberyjskim
- Aquila chrysaetos kamtschatica – na wschód od Ałtaju
- Aquila chrysaetos japonica – Japonia i Półwysep Koreański
- Aquila chrysaetos daphanea – Azja Środkowa
- Aquila chrysaetos homeyeri – Półwysep Iberyjski, północna Afryka, Bliski Wschód, Kaukaz i Iran
- Aquila chrysaetos canadensis – Ameryka Północna

## Występowanie

### Zasięg występowania
Zamieszkuje większość Azji po wschodnią Japonię i Koreę, z wyjątkiem Himalajów, pustyni Gobi, wybrzeży morza Południowochińskiego i Wschodniochińskiego, Zatoki Bengalskiej oraz niewielkiego fragmentu na północ od Morza Kaspijskiego. Odosobnione stanowiska w Arabii Saudyjskiej. Znacząca populacja w Ameryce Północnej, z wyjątkiem tundry oraz południa tego kontynentu. W Afryce jego zasięg kończy się na Saharze. W Europie dawniej rozpowszechniony. Współcześnie wśród szacowanej populacji europejskiej złożonej z 5000–7200 par lęgowych większość pochodzi z Hiszpanii, a z 500–650 par środkowoeuropejskich większość zamieszkuje Alpy.

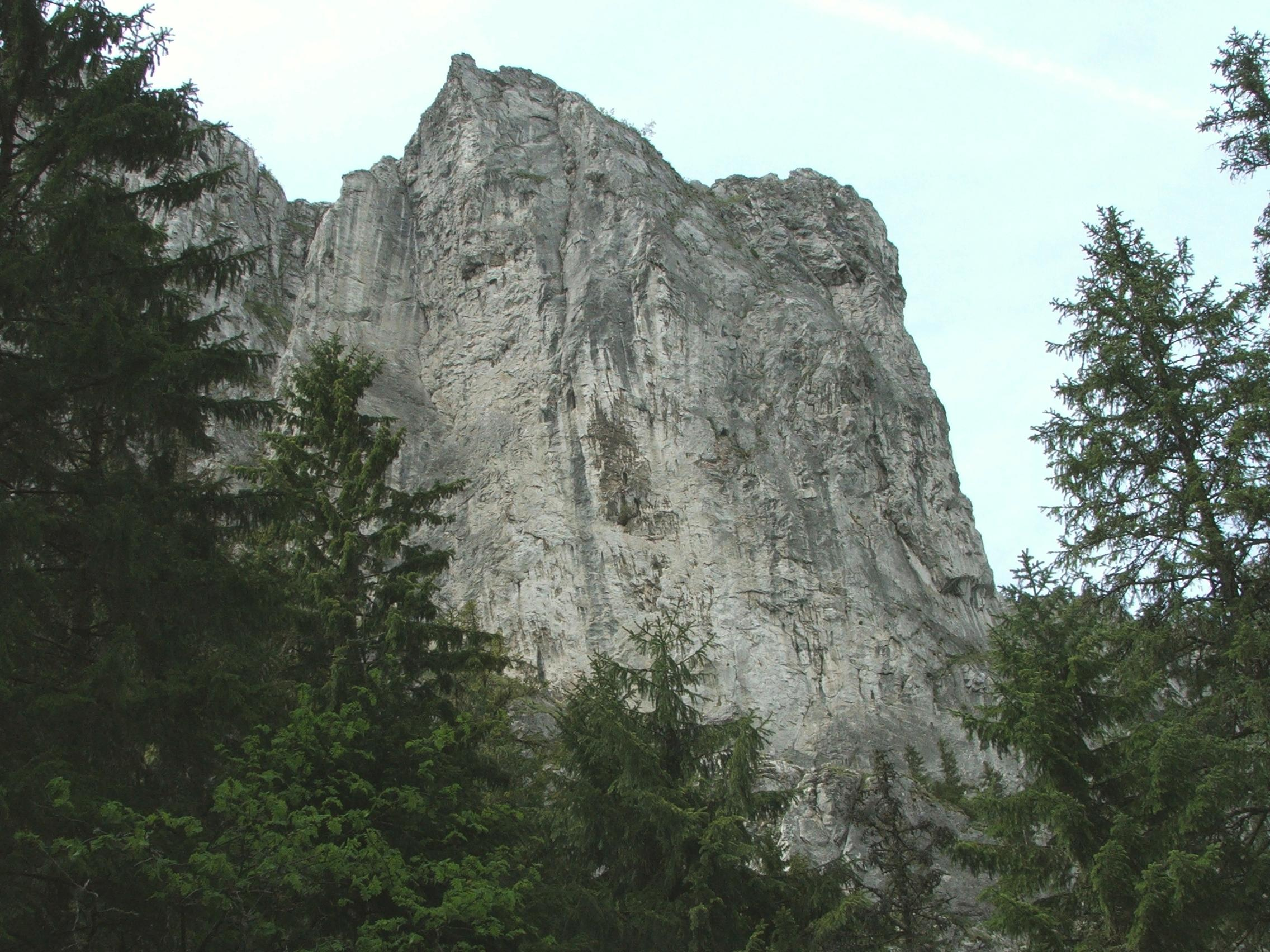
Środowisko orła przedniego w górach

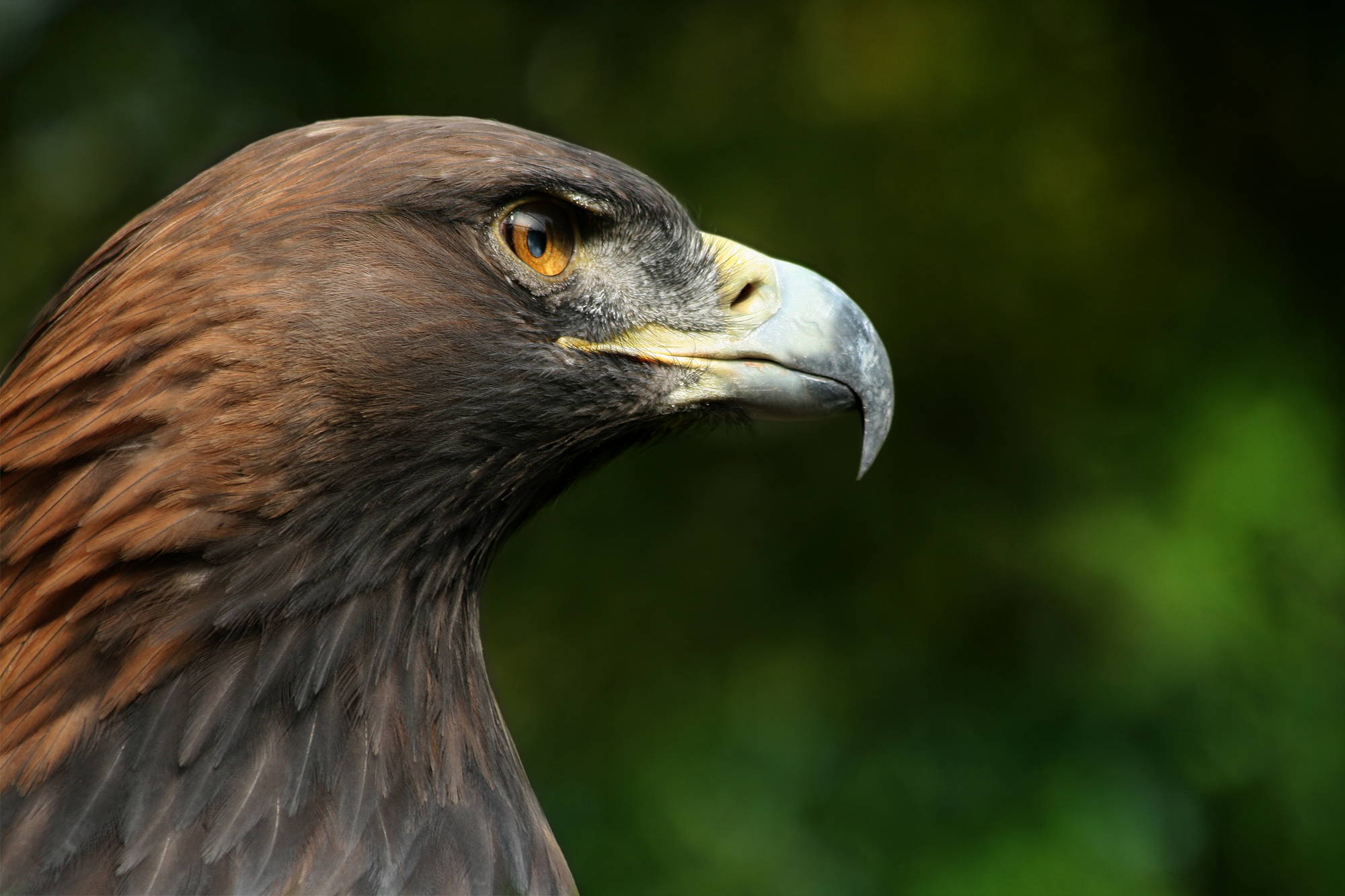
Głowa orła przedniego

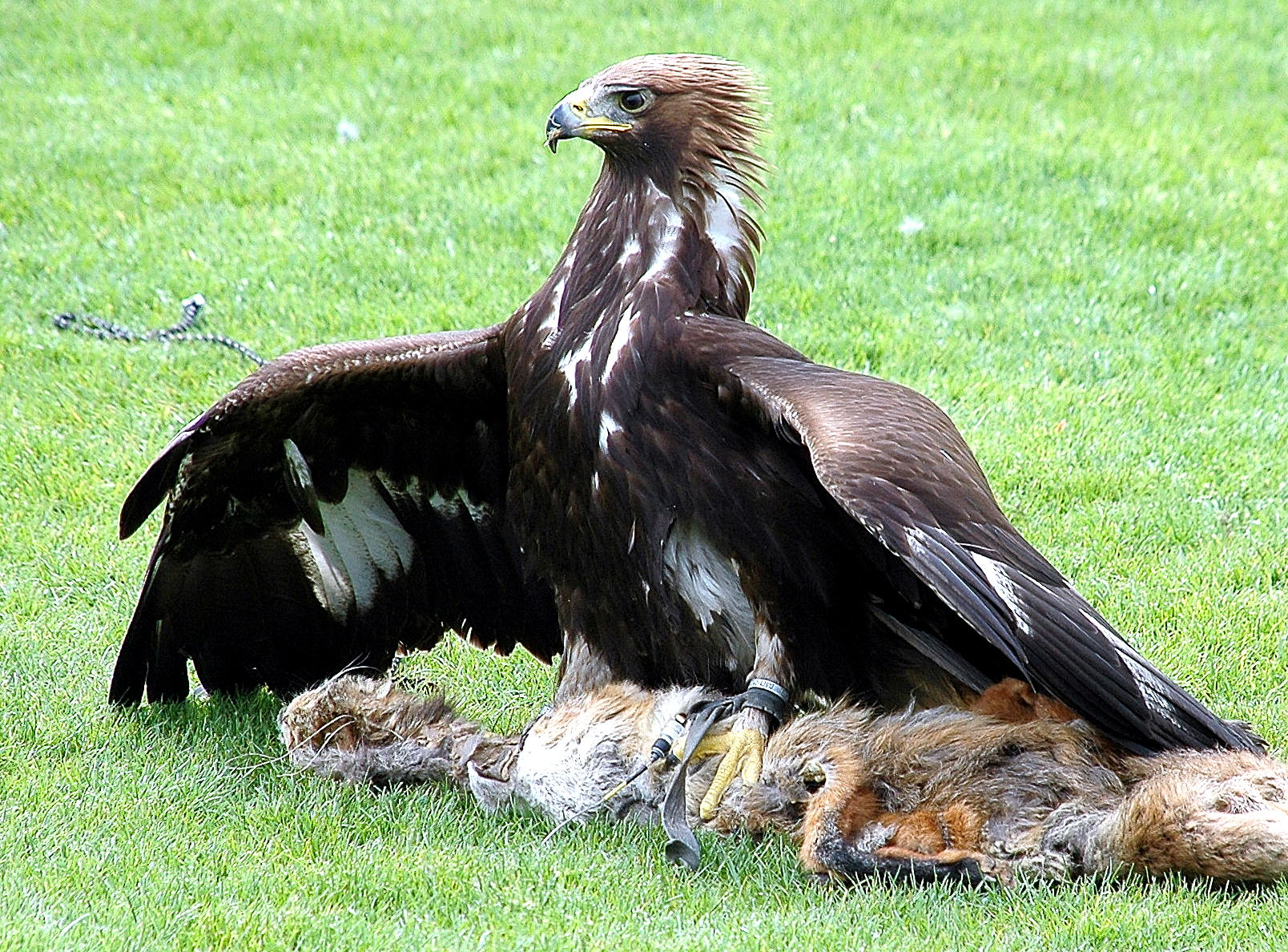
Młodociany orzeł przedni na znalezionej padlinie

W Polsce dawniej rozpowszechniony, obecnie skrajnie nieliczny ptak lęgowy (28–34 pary w latach 2013–2018). Występuje głównie w Karpatach – przede wszystkim w Tatrach, Pieninach, Beskidzie Niskim i Sądeckim i Bieszczadach. Ocenia się, że znajduje się tu ponad 80% krajowej populacji (większość jednak w Karpatach Wschodnich). Kilka gniazd znajduje się również na nizinach – na terenie Biebrzańskiego Parku Narodowego i na Pomorzu. Jesienią i zimą spotykane osobniki pochodzą często z północy Europy, to osobniki młodociane, które można spotkać w całym kraju. Stąd też wynika większa liczba obserwacji w tym sezonie. Do tak silnego spadku liczebności tych ptaków przyczyniła się bezpośrednia presja ze strony człowieka.

### Środowisko
Zasiedla gęste lasy z dużym udziałem jodły i góry, rzadko odwiedzane przez człowieka. W górach z półkami skalnymi i innymi wysoko położonymi punktami do obserwacji terenu lub na założenie gniazda. Na nizinach często wybiera lasy bagienne, w sąsiedztwie terenów dogodnych do polowania, np. pastwisk i łąk.
Najczęściej widuje się je pojedynczo lub w parach, a tam, gdzie gniazdują, są spotykane przez cały rok. Poza okresem lęgowym prowadzą one bowiem osiadły tryb życia i rzadko przemierzają większe odległości. Zwykle robią to osobniki młodociane. Orły przednie są płochliwe wobec człowieka.

## Charakterystyka

### Wygląd zewnętrzny
Bardzo duży ptak, nieco mniejszy od mniej smukłego i lekkiego bielika. Samica znacznie większa, ale obie płci ubarwione identycznie. Rozpoznanie samca według wielkości jest możliwe jedynie poprzez bezpośrednie porównanie ptaków. Niezależnie od szaty u osobników dorosłych grzbiet brunatny, głowa i kark jaśniejsze o złotawym odcieniu. Spód jaśniejszy. Lotki i końce sterówek czarne, nasada długiego, zaokrąglonego ogona szara. Nogi żółte, mocno umięśnione. Dziób czarny, zakrzywiony, przystosowany do łapania ciężkich zwierząt. Pomagają też w tym silne mięśnie nóg i pazury ostrzejsze od pazurów kota. Skrzydła długie i szerokie, w locie ślizgowym i podczas krążenia lekko uniesione do góry na kształt płytkiego V, na końcach widoczne długie, palczasto rozłożone lotki. Osobniki młodociane są wyraźnie ciemniejsze, z dużymi białymi, szerokimi plamami na skrzydłach i ogonie (u nasady do 2/3 długości). Ta biel widoczna jest u nich zarówno z wierzchu, jak i spodu. Dorosłe upierzenie zyskują po 5 latach.

### Rozmiary
Osiąga dwa razy większe wymiary od myszołowa.
Długość ciałaokoło 80–93 cm
Rozpiętość skrzydełokoło 190–225 cm
Długość ogona28–37 cm

### Masa ciała
2,8–4,5 kg (samiec); 3,8–6,7 kg (samica)

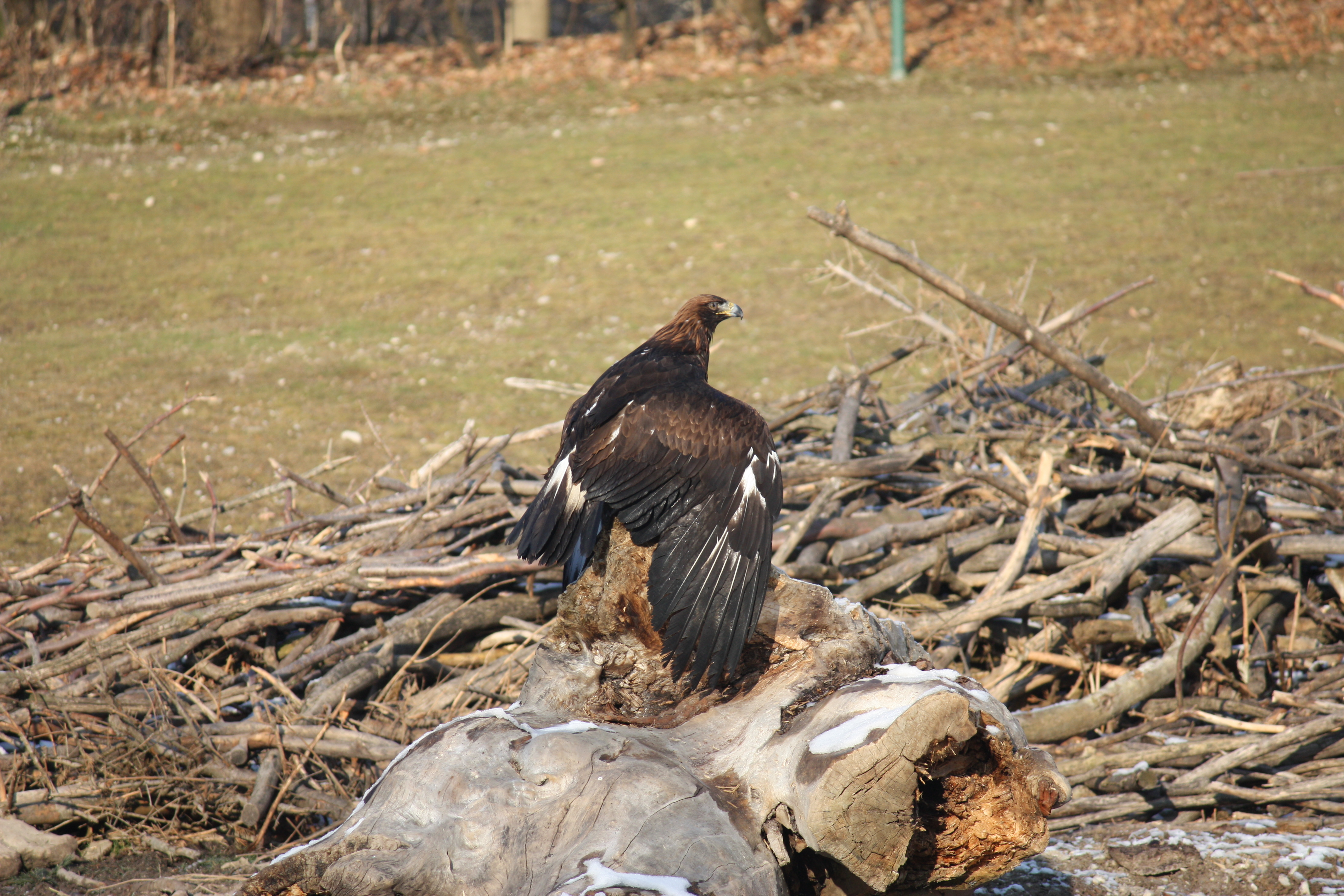
W niewoli orły przednie dożywają nawet 40 lat

### Długość życia
Na wolności orły przednie mogą przeżyć ponad 20 lat, a najstarszy zaobrączkowany osobnik przeżył 32 lata. W niewoli ptaki te żyją znacznie dłużej – nawet 40 lat.

## Pożywienie
Orły przednie są drapieżnikami. Polują głównie na małej i średniej wielkości ssaki, np. zające bielaki, kuny, susły czy świstaki. Są w stanie zapolować na lisa, owcę czy młodą kozicę północną. Udokumentowano nawet zabicie tak dużej ofiary jak jeleń wschodni. Poza tym polują także na mniejszą zdobycz – gryzonie, gady (w tym niektóre gatunki węży), płazy i ptaki, w tym kruki, dzikie kaczki, głuszce, a wyjątkowo chwytają ryby i owady.
Zdobyczy wypatrują, siedząc na półce skalnej lub drzewie albo szybując i krążąc na niewielkiej wysokości (czasem jednak do 100 m). Mogą ją wypatrzeć z odległości nawet kilku kilometrów. Następnie w błyskawicznym locie składają skrzydła i chwytają ofiarę znajdującą się na ziemi szponami. Mogą tak nawet zmiażdżyć jej czaszkę. Czasem zdobycz łapią w powietrzu, choć głównie startujące ptaki w powietrzu, bez ich dłuższego ścigania. Nie pogardzą padliną, najczęściej jelenia i zwierząt domowych, jak owcy i konia (normalnie są zbyt duże, aby stać się ich ofiarami). Skuteczność polowań zwiększa współpraca parami, choć nigdy nie gromadzą się w większej liczbie na danym obszarze.
Każdego dnia orzeł przedni zjada około 250–300 g pożywienia.
Sokolnicy potrafią tak wyszkolić orła przedniego, by ten był skutecznym zagrożeniem dla wilka.

## Lęgi

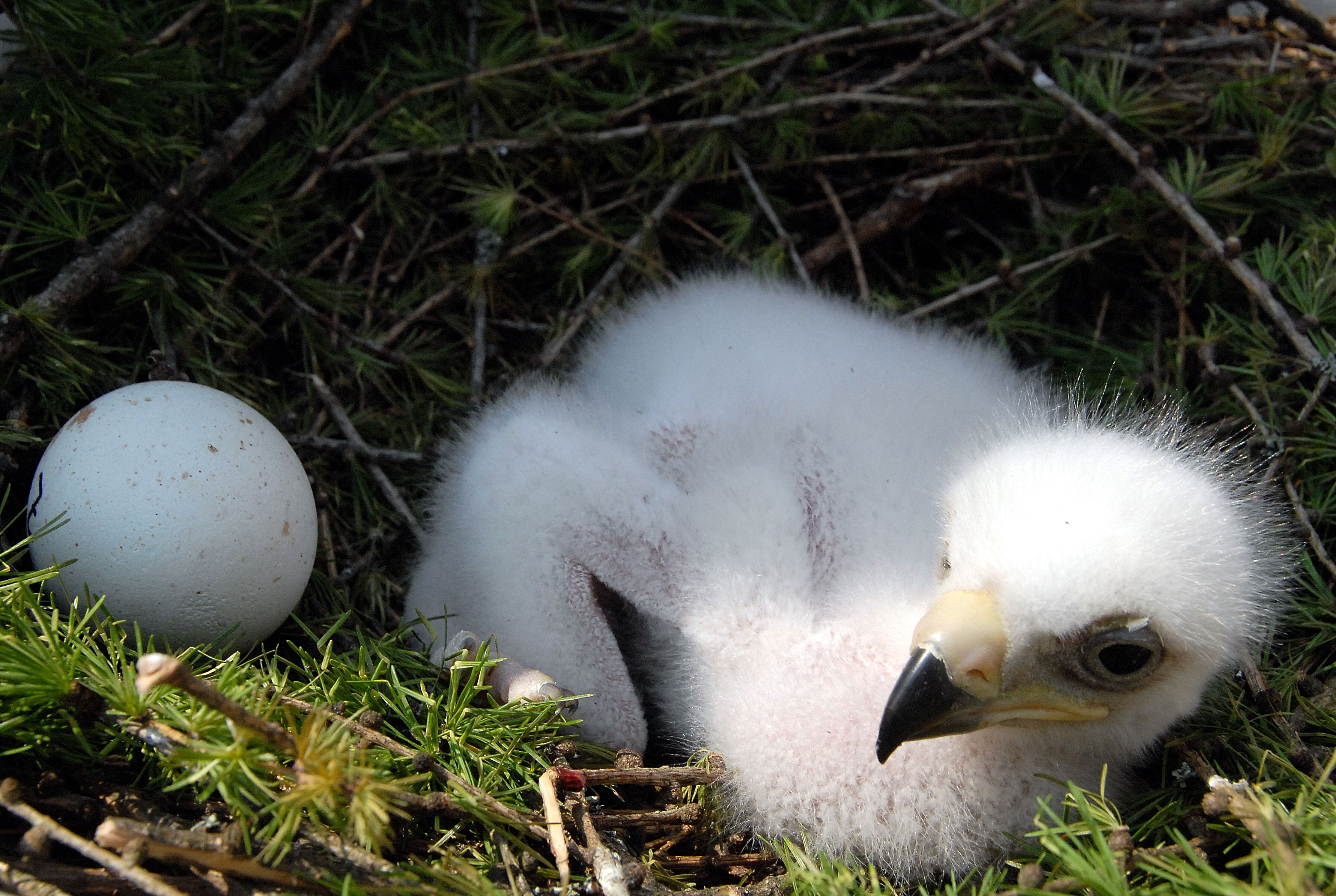
Pisklę i jajo orła przedniego w gnieździe

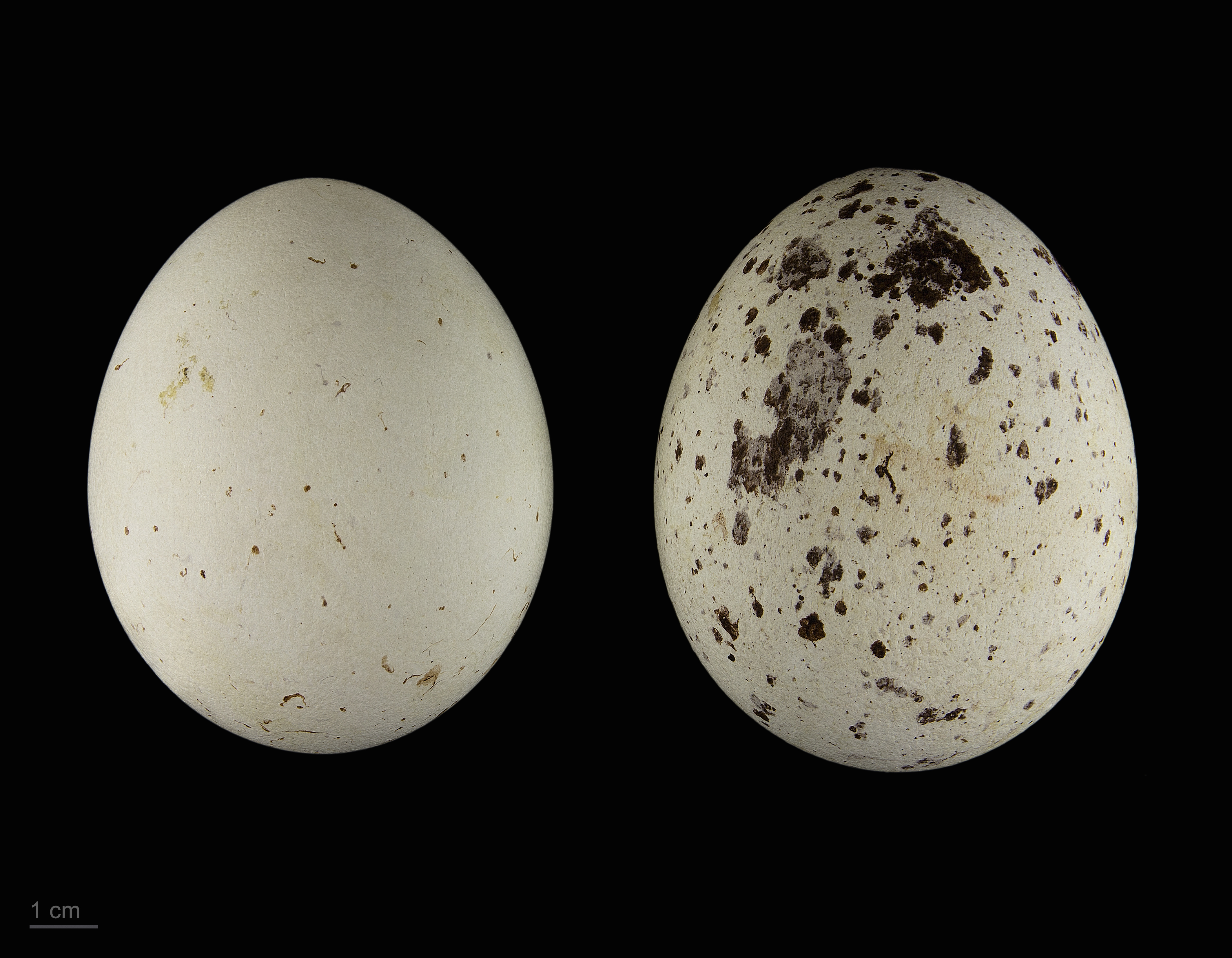
Jaja z kolekcji muzealnej

Wyprowadza jeden lęg w roku, na przełomie marca i kwietnia. Kojarzące się monogamiczne pary pozostają sobie wierne przez wiele lat, nawet do śmierci jednego z partnerów. Terytoria lęgowe sięgają 50–100 km². Po złączeniu w parę ptaki manifestują zajęty rewir przez wykonywanie lotów godowych.

### Gniazdo
Bardzo duże, budowane na półce skalnej w granicach występowania drzew lub w koronie wysokiego drzewa. Ulokowane na niedostępnych, odludnych, otwartych terenach w górach lub w bagiennych dolinach rzecznych oraz rozległych lasach ze starodrzewami na nizinach. Może mieć ono średnicę nawet 1,4 m. Budulcem są gałęzie i patyki, a wyścielenie stanowi trawa, wrzos, liście i sierść. Część gniazd jest rozbudowywana i wykorzystywana przez wiele sezonów, przez co z czasem osiągają pokaźne rozmiary dochodzące do średnicy i wysokości 2 m. W obrębie swojego rewiru para miewa nawet kilka gniazd, po to by co roku odbywać lęgi w innym.

### Jaja i wysiadywanie
W ciągu roku wyprowadza jeden lęg, składając dwa żółtawe jaja z ciemnym nakrapianiem w marcu lub kwietniu. Jaja wysiadywane są przez okres około 42–45 dni głównie przez samicę. W tym czasie sama musi sobie zwykle szukać pożywienia, co zmusza ją do pozostawiania jaj bez opieki. Samce jedynie rzadko skłonne są do zastępowania partnerki w gnieździe lub przynoszenia im pokarmu. Młode wykluwają się w odstępach czasów równych różnicom w znoszeniu jaj. Zwykle tylko jedno z nich przeżywa i jest to przeważnie to, które pierwsze wykluje się z jaja. Zaczyna bowiem samo eliminować swoje młodsze rodzeństwo lub przechwytując cały pokarm. Pierwszy miesiąc życia schodzi potomstwu na dokarmianiu przez rodziców kawałkami pokarmu wprost do dzioba. Potem młode same sobie radzą z podawanymi im kawałkami ofiar. Pisklęta opuszczają gniazdo po niemal 3 miesiącach i koczują po okolicy, nadal będąc dokarmianymi. W 10–12 tygodniu od wyklucia są już zdolne do lotu. Pełną samodzielnością wykazują się jednak po upływie kolejnych 3 miesięcy. Po raz pierwszy do swoich lęgów przystępują w wieku 4–5 lat.

## Status i ochrona

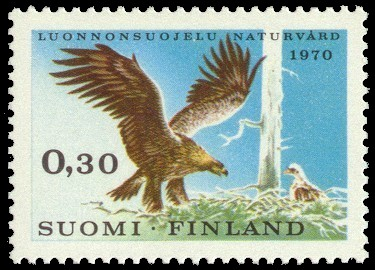
Na fińskim znaczku

Międzynarodowa Unia Ochrony Przyrody (IUCN) uznaje orła przedniego za gatunek najmniejszej troski (LC – least concern) nieprzerwanie od 1988 roku. Liczebność światowej populacji szacuje się na 100–200 tysięcy dorosłych osobników. Globalny trend liczebności populacji uznaje się za stabilny.
W Polsce objęty ochroną gatunkową ścisłą. Wymaga ochrony czynnej. Wokół gniazd orłów przednich obowiązuje strefa ochronna: przez cały rok w promieniu do 200 m, a okresowo (od 1.01 do 15.08) – w promieniu do 500 m od gniazda. Na Czerwonej liście ptaków Polski został sklasyfikowany jako gatunek zagrożony (EN – endangered). Czynnikami, które zagrażają tym orłom szczególnie jest zarastanie terenów otwartych pełniących role ich żerowisk, niepokojenie ptaków w czasie lęgów i prześladowania ze strony człowieka.

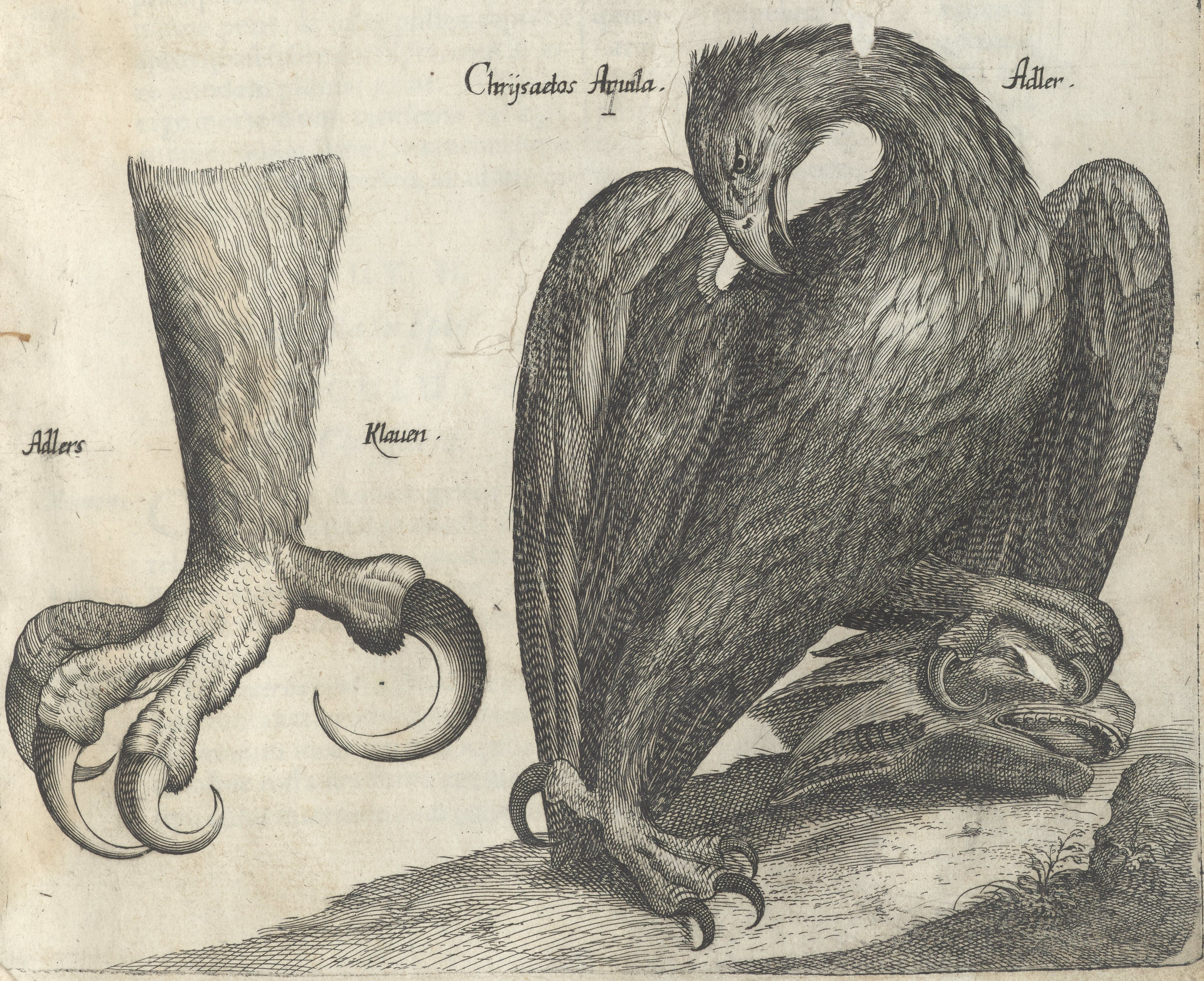
Orzeł przedni, miedzioryt Jana Jonstona (1650)